# NGC 3757
NGC 3757 is een lensvormig sterrenstelsel in het sterrenbeeld Grote Beer. Het hemelobject werd op 18 maart 1790 ontdekt door de Duits-Britse astronoom William Herschel.

## In de kom van deGrote steelpan
Het stelsel NGC 3757 bevindt zich, vanaf de aarde gezien, in de rechthoek gevormd door de sterren Dubhe, Merak, Phad, en Megrez, die de kom van het gemakkelijk herkenbare asterisme Grote steelpan (Big dipper) vormen.

## Synoniemen
- UGC 6584
- MCG 10-17-26
- ZWG 292.10
- PGC 35955